# Quận Trung, Đài Trung

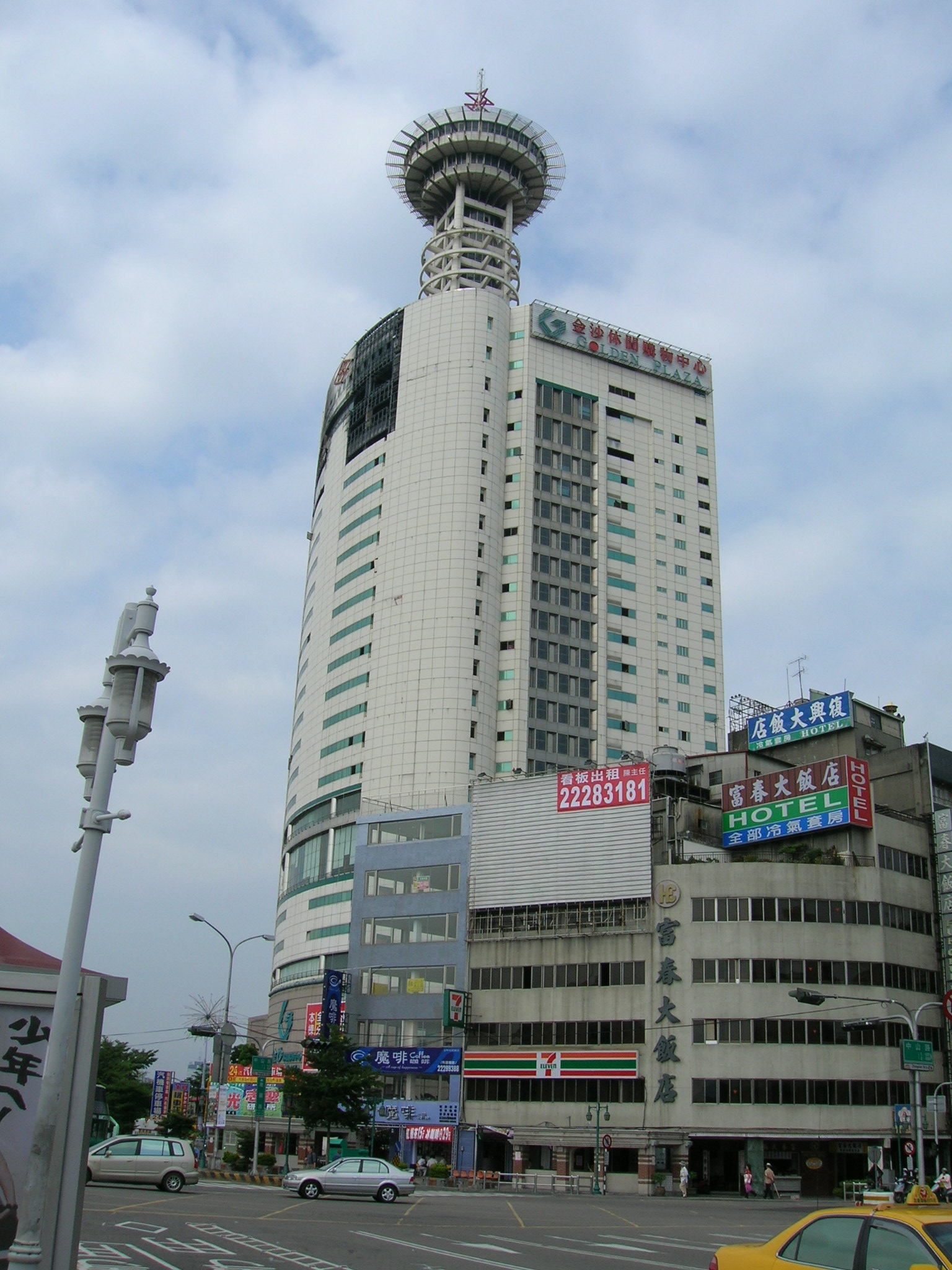
Một trung tâm mua sắm tại quận Trung

Quận Trung (tiếng Trung: 中區; bính âm: Zhōng Qū, Hán Việt: Trung khu) là một khu (quận) của thành phố Đài Trung, Trung Hoa Dân Quốc (Đài Loan). Đây là quận nhỏ nhất và có mật độ dân cư cáo nhất toàn thành phố. Tuy nhiên, trong những năm gần đây, Đài Trung có xu hướng tiến ra phía biển (phía tây) và điều này có thể ảnh hưởng đến vị trí quan trọng của quận. Quận Trung có diện tích 0,8803 km², dân số tháng 8 năm 2011 là 21.884 người, mật độ đạt 24.859,7 người/km²